# Sveriges ambassad i Washington
Sveriges ambassad i Washington är Sveriges diplomatiska beskickning i USA som är belägen i landets huvudstad Washington. Beskickningen består av en ambassad, ett antal svenskar utsända av Utrikesdepartementet (UD) och lokalanställda. Ambassadör sedan 2023 är Urban Ahlin. Sverige har även en mängd honorära generalkonsulat i hela USA. Ambassaden är sedan 2006 belägen i byggnaden House of Sweden vid Potomacfloden.

## Historia
De svensk-amerikanska förbindelserna har en lång historia som sträcker sig tillbaka till 1600-talet då Sverige 1638 etablerade kolonin Nya Sverige i delstaten Delaware. År 1782 upprättades diplomatiska förbindelser genom Samuel Gustaf Hermelin. Sverige var det första land, utöver de stater som varit direkt inblandade i det amerikanska frihetskriget, som 1783 erkände Amerikas Förenta Stater. År 1783 undertecknades också en handelsallians mellan Sverige och Amerikas Förenta Stater genom svensk-amerikanska vänskaps- och handelstraktaten.
Ett avbrott i de diplomatiska förbindelserna skedde 1973 då den dåvarande ambassadören Hubert de Besche och hans nyvalda efterträdare Yngve Möller förklarades icke-önskvärda i USA som en följd av den diplomatiska krisen som följde av Olof Palmes uttalande om Hanoibombningarna i december 1972. Först 1974 tillträdde den nya svenska ambassadören Wilhelm Wachtmeister som kom att inneha posten fram till 1989. Andra kända diplomater som innehaft ambassadörsposten är Jan Eliasson, Rolf Ekéus och Anders Thunborg.
Den tidigare ambassadbyggnaden var belägen på 2006 N Street, N.W., i en viktoriansk byggnad på 2249 R Street, N.W., åren 1921–1971 och i Suite 1200, Watergate Six Hundred, 600 New Hampshire Avenue längs stranden av Potomacfloden. När hyran i Watergatekomplexet blev för hög flyttades ambassaden till ett par våningar i korsningen av 15th och M Street i centrala Washington, D.C. Tanken hade varit under flera årtionden att skaffa en egen ambassadbyggnad men idéerna hade gått i stöpet på grund av få lämpliga tomter.
I augusti 2006 återvände ambassaden till stranden av Potomacfloden när den nya ambassadsbyggnaden, House of Sweden, öppnade vid vattnet i Georgetown. Tomten köptes av Statens fastighetsverk från svenskan Kate Novaks man Alan Novaks utvecklingsbolag för 482 miljoner kronor. Den svenske ambassadörens residens ligger på 3900 Nebraska Avenue, N.W.

## Ambassadbyggnad

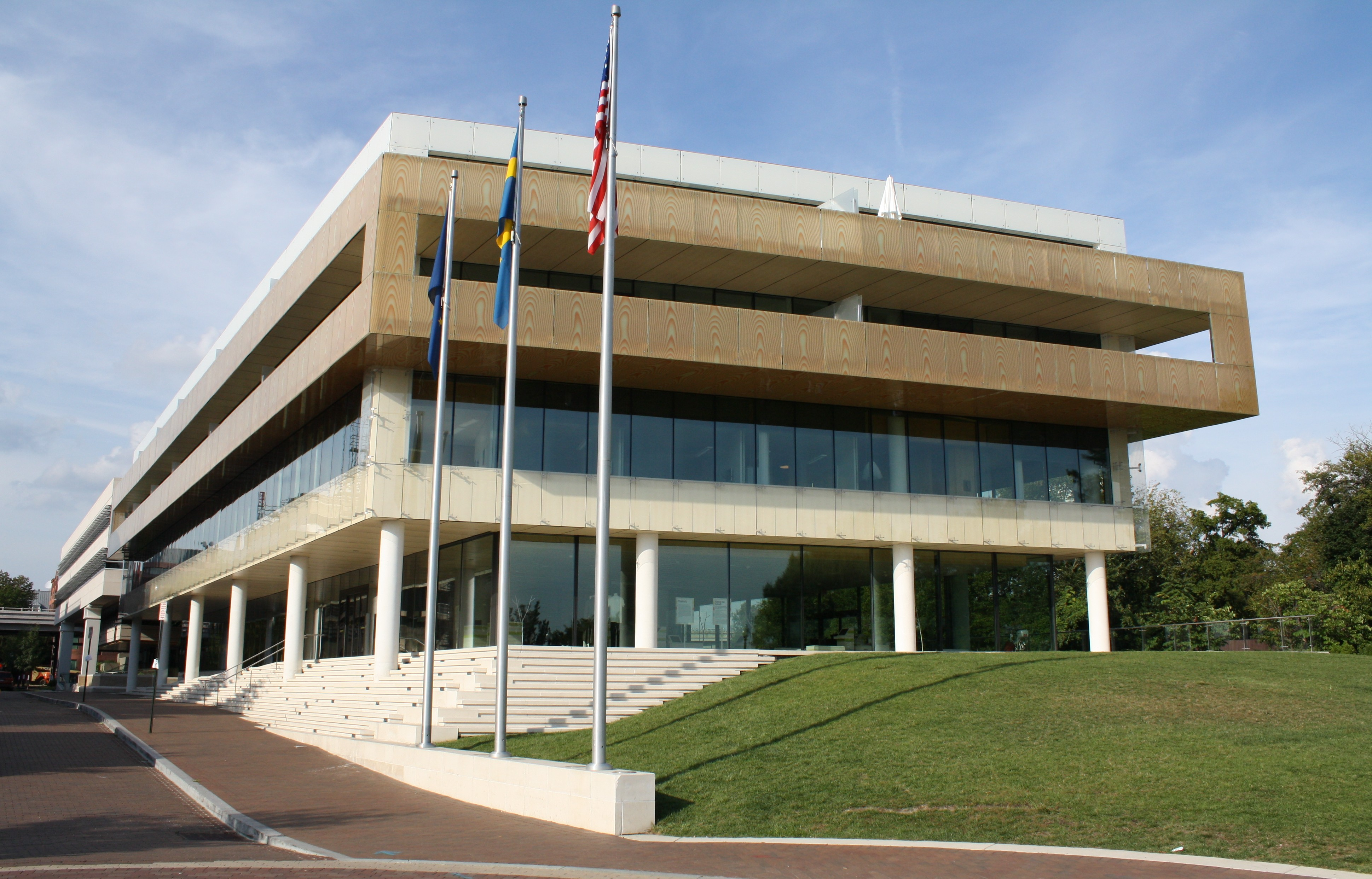
House of Sweden.

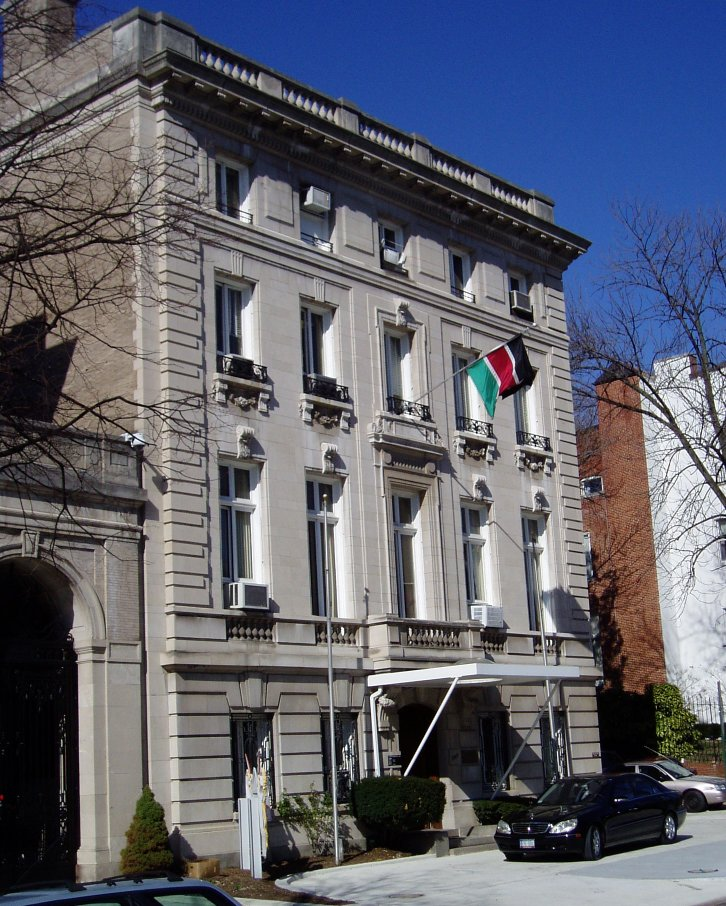
Sveriges ambassad åren 1921–1971 på 2249 R Street, N.W. Numera Kenyas ambassad.

Ambassaden är sedan 2006 inrymd på andra våningen i det då nybyggda och sedermera prisbelönta kontors- och bostadskomplexet House of Sweden vid Potomacfloden i stadsdelen Georgetown. House of Sweden är resultatet efter en arkitekttävling som Statens fastighetsverk utlyste i juni 2002. Det vinnande bidraget valdes ut av juryn i januari 2003 och byggnadsarbetet påbörjades i augusti 2004.. Ambassadpersonalen flyttade in i augusti 2006. Invigningen hölls den 23 oktober 2006 i närvaro av kungaparet.
Byggnaden är ritad av arkitekterna Gert Wingårdh och Tomas Hansen och Wingårdh tog emot Sveriges arkitekters Kasper Salin-pris 2007 för byggnaden. The Washington Post utsåg House of Sweden till "Venue of the year" 2008. Kostnaden för bygget uppgick till 482 miljoner kronor. House of Sweden inrymmer bland annat ambassadbyggnad med ambassadkansli, 19 lägenheter och ett 700 m² stort Event Center med konferensdel och utställningsytor. Byggnaden är cirka 6 400 m² och förvaltas av Statens fastighetsverk (SFV). År 2009 skrev Sverige och Island ett 15 år långt kontrakt avseende kansli och en bostadslägenhet för Islands ambassad i House of Sweden.

## Beskickningschefer
| Namn                             | Period    | Funktion          |
| -------------------------------- | --------- | ----------------- |
| Johan Albert Kantzow             | 1812–1819 | Ministerresident  |
| Berndt Robert Gustaf Stackelberg | 1819–1831 | Chargé d’affaires |
| David Gustaf Anckarloo           | 1831–1833 | Chargé d’affaires |
| Severin Lorich                   | 1834–1837 | Chargé d’affaires |
| Gustaf af Nordin                 | 1838–1845 | Chargé d’affaires |
| Adam Christopher Lövenskiöld     | 1845–1850 | Chargé d’affaires |
| Georg Christian Sibbern          | 1850–1854 | Chargé d’affaires |
| Georg Christian Sibbern          | 1854–1858 | Ministerresident  |
| Nils Erik Wilhelm af Wetterstedt | 1858–1860 | Ministerresident  |
| Carl Edward Wilhelm Piper        | 1861–1864 | Ministerresident  |
| Nils Erik Wilhelm af Wetterstedt | 1864–1870 | Envoyé            |
| Oluf Stenersen                   | 1870–1875 | Envoyé            |
| Carl Lewenhaupt                  | 1876–1884 | Envoyé            |
| Gustaf Lennart Reuterskiöld      | 1884–1888 | Envoyé            |
| Johan Anton Wolff Grip           | 1889–1906 | Envoyé            |
| Herman Lagercrantz               | 1907–1910 | Envoyé            |
| Albert Ehrensvärd                | 1910–1911 | Envoyé            |
| August Ekengren                  | 1912–1920 | Envoyé            |
| Axel Wallenberg                  | 1921–1925 | Envoyé            |
| Wollmar Boström                  | 1925–1945 | Envoyé            |
| Herman Eriksson                  | 1945–1947 | Envoyé            |
| Herman Eriksson                  | 1947–1948 | Ambassadör        |
| Erik Boheman                     | 1948–1958 | Ambassadör        |
| Gunnar Jarring                   | 1958–1964 | Ambassadör        |
| Hubert de Besche                 | 1964–1973 | Ambassadör        |
| Yngve Möller                     | 1972–1972 | Tillträdde aldrig |
| Wilhelm Wachtmeister             | 1974–1989 | Ambassadör        |
| Anders Thunborg                  | 1989–1993 | Ambassadör        |
| Henrik Liljegren                 | 1993–1997 | Ambassadör        |
| Rolf Ekéus                       | 1997–2000 | Ambassadör        |
| Jan Eliasson                     | 2000–2005 | Ambassadör        |
| Gunnar Lund                      | 2005–2007 | Ambassadör        |
| Jonas Hafström                   | 2007–2013 | Ambassadör        |
| Björn Lyrvall                    | 2013–2017 | Ambassadör        |
| Karin Olofsdotter                | 2017–2023 | Ambassadör        |
| Urban Ahlin                      | 2023–idag | Ambassadör        |

## Fotnoter
1. ↑  Yngve Möller utnämndes 1972 till svensk ambassadör i Washington men kunde aldrig tillträda p.g.a. avbrott i de svensk–amerikanska förbindelserna.[12]